# Notre-Dame-du-Bec

Notre-Dame-du-Bec este o comună în departamentul Seine-Maritime, Franța. În 1 ianuarie 2022 avea o populație de 477 de locuitori.